# Музей Володимира Микити
Музей Володимира Микити — музей авторських художніх творів академіка мистецтв, класика закарпатського живопису, народного художника України (1991), дійсного члена Національної академії мистецтв України (2004), лауреата Національної премії України імені Тараса Шевченка (2005) Володимира Микити. Розташований музей в будівлі Мукачевського замку «Паланок», на другому поверсі Верхнього двору.

## Історія
Відкриття музею Володимира Микити відбулося 21 вересня 2019 року. У його відкритті брали участь Адрій Балога, міський голова Мукачево, Андрій Чебикін, президент Національної Академії мистецтв України, Володимир Чепелик, голова Національної спілки художників України, дипломати, святі отці, колеги та друзі Володимира Микита з України та за кордону.
Для музею відвели 9 залів Мукачівського історичного музею у яких представлено майже сотня полотен, які художник створив у різні роки.
До офіційного відкриття музею Володимира Микити у замку Паланок колекція полотен художника перебувала у його власному будинку і слугувала приватним музеєм. Із кожної серії створених полотен художник залишав окремі для майбутнього музею.
|  | Свого часу я почав будувати дім — думав, залишиться онукам. Зводив його довго й мучно, а коли нарешті, будинок уже стояв, я змінив його призначення. Вирішив облаштувати тут свій музей. Це був початок 2000-х. На той час мав багато робіт у приватній колекції — і хотів, аби вони мали глядача, я ж не для того їх писав, аби вони лежали складеними одна до одної у майстерні. Володимир Микита |

Картини художника виставлялися у 17-ти країнах світу. У 34-х музеях за кордоном можна побачити полотна Володимира Микити. Про творчість можна прочитати майже в 300 публікаціях.

## Експозиція
В музеї представлені картини з усіх періодів творчості Володимира Микити. Серія полотен — обличчя закарпатців у картинах «із народного життя», так їх називає сам художник. Інші за тематикою екологічні, філософські роботи, портрети, пейзажі та абстракції.
Із музейної книги відгуків роботи художника про Закарпаття та його людей. Відвідувачі сприймають картини художника як літопис життя Закарпаття.
До відкриття музею спеціально видано каталог творів Володимира Микити.
Серед відомих музейних картин художника:
«Цімборки», портрет відомого закарпатського письменника Петра Скунця.

## Галерея

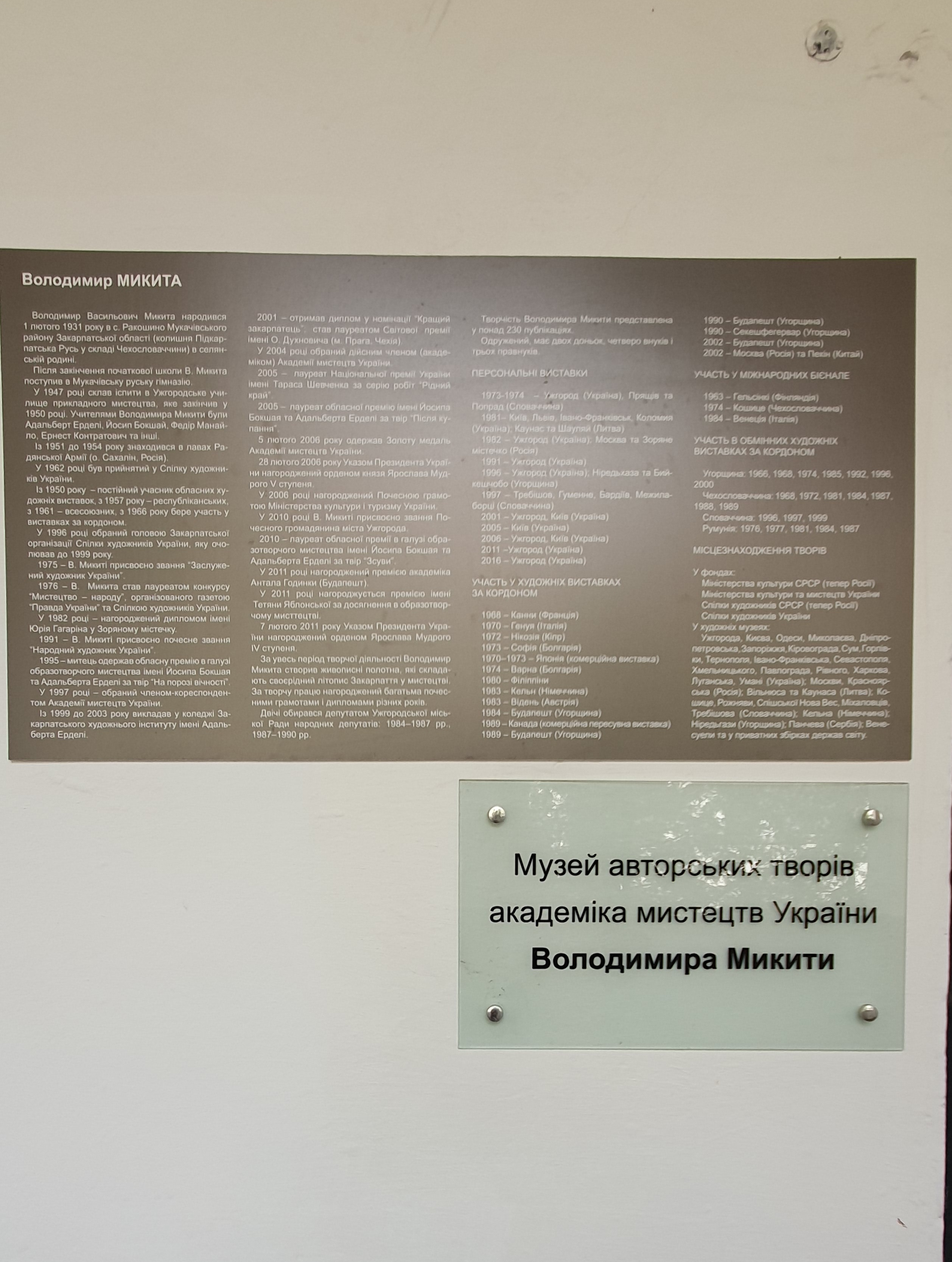
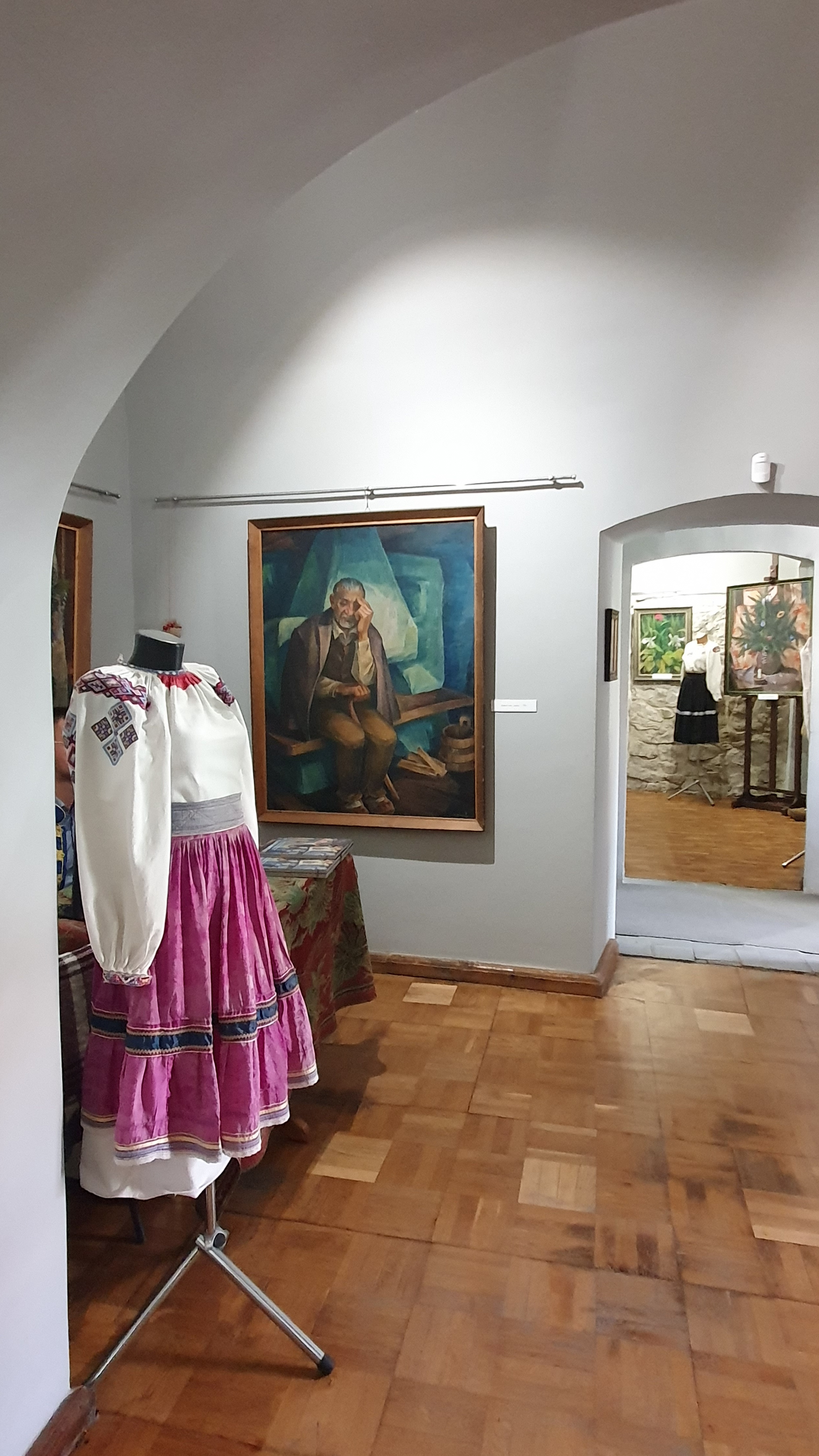
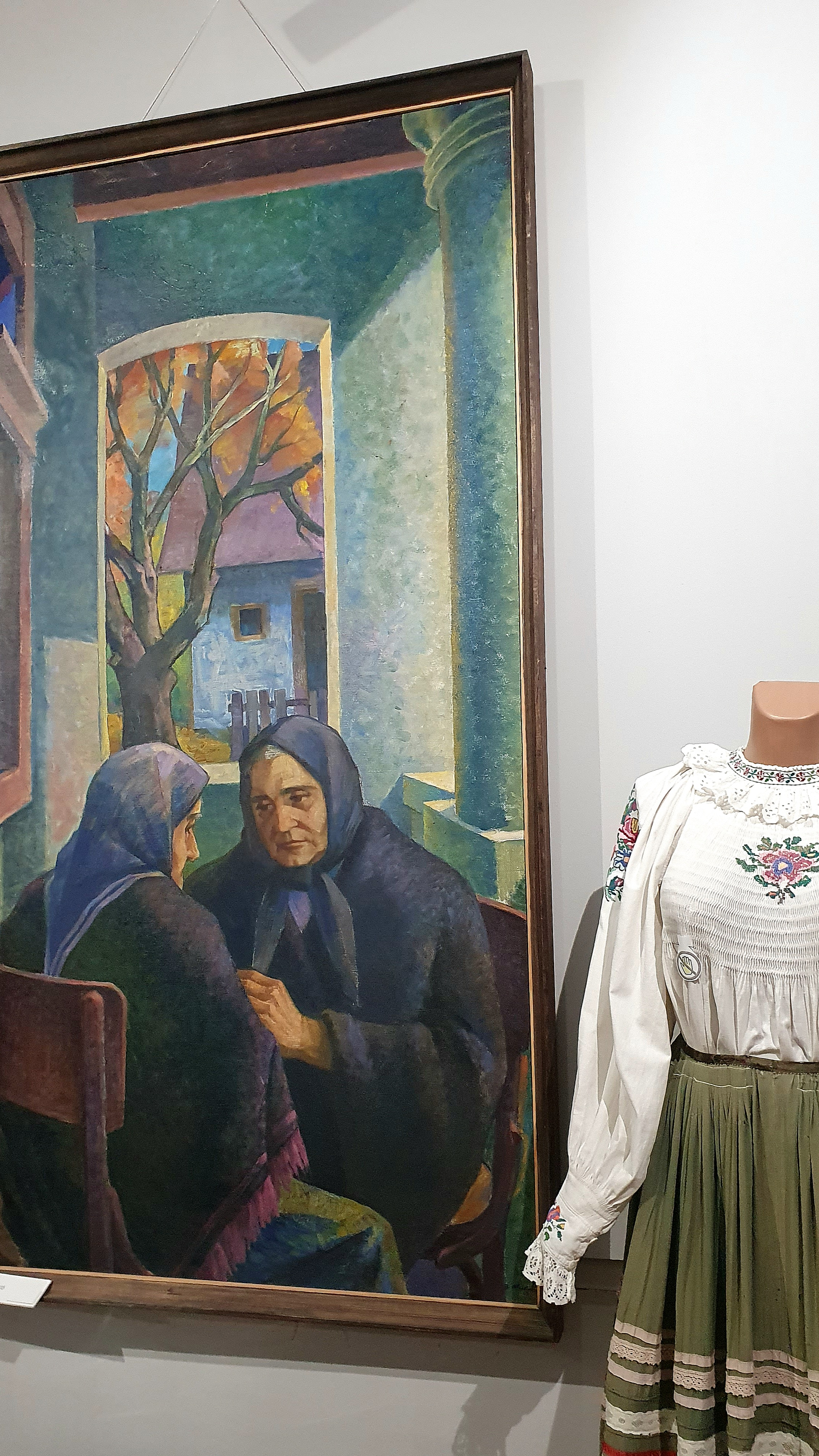
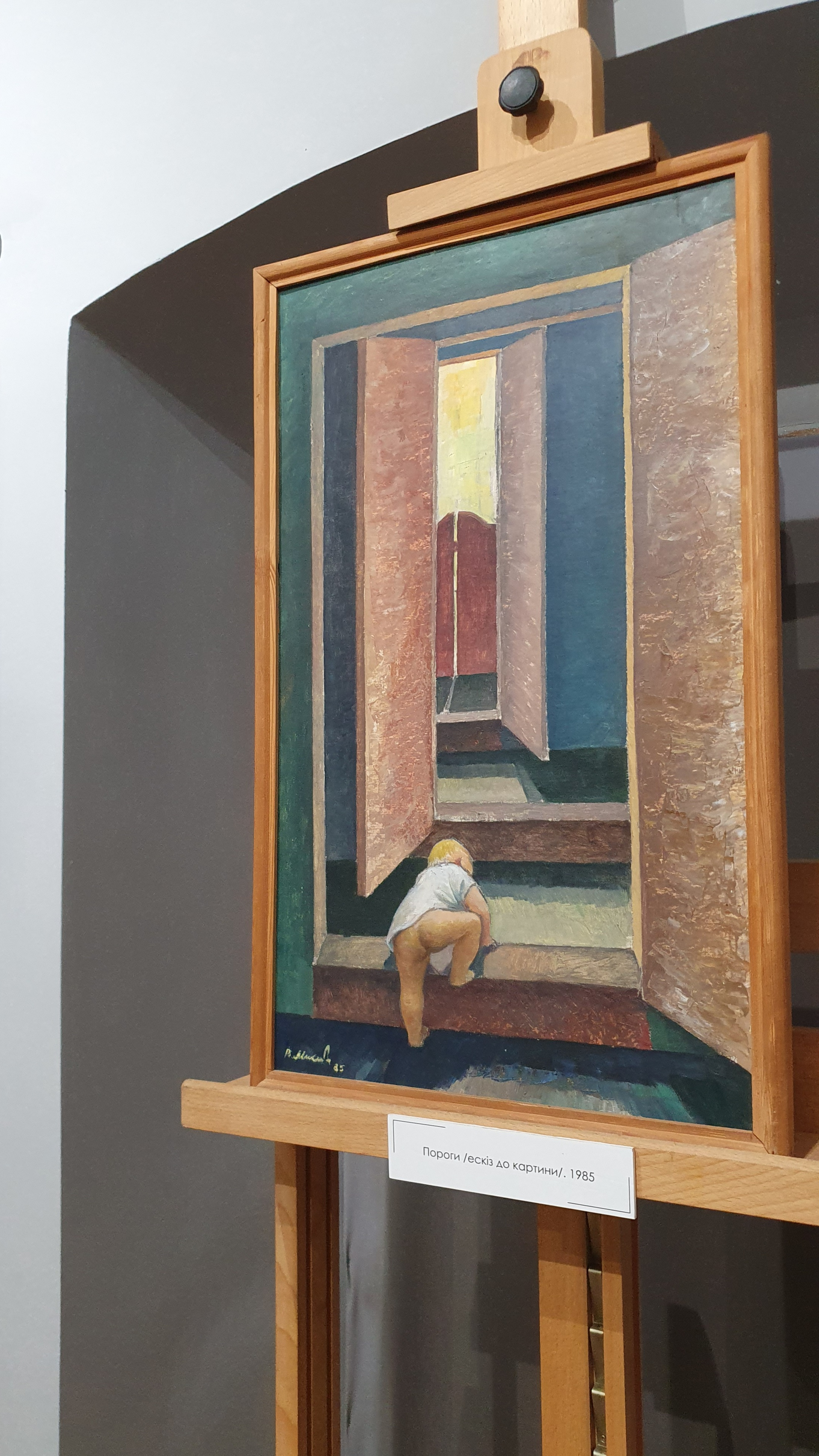
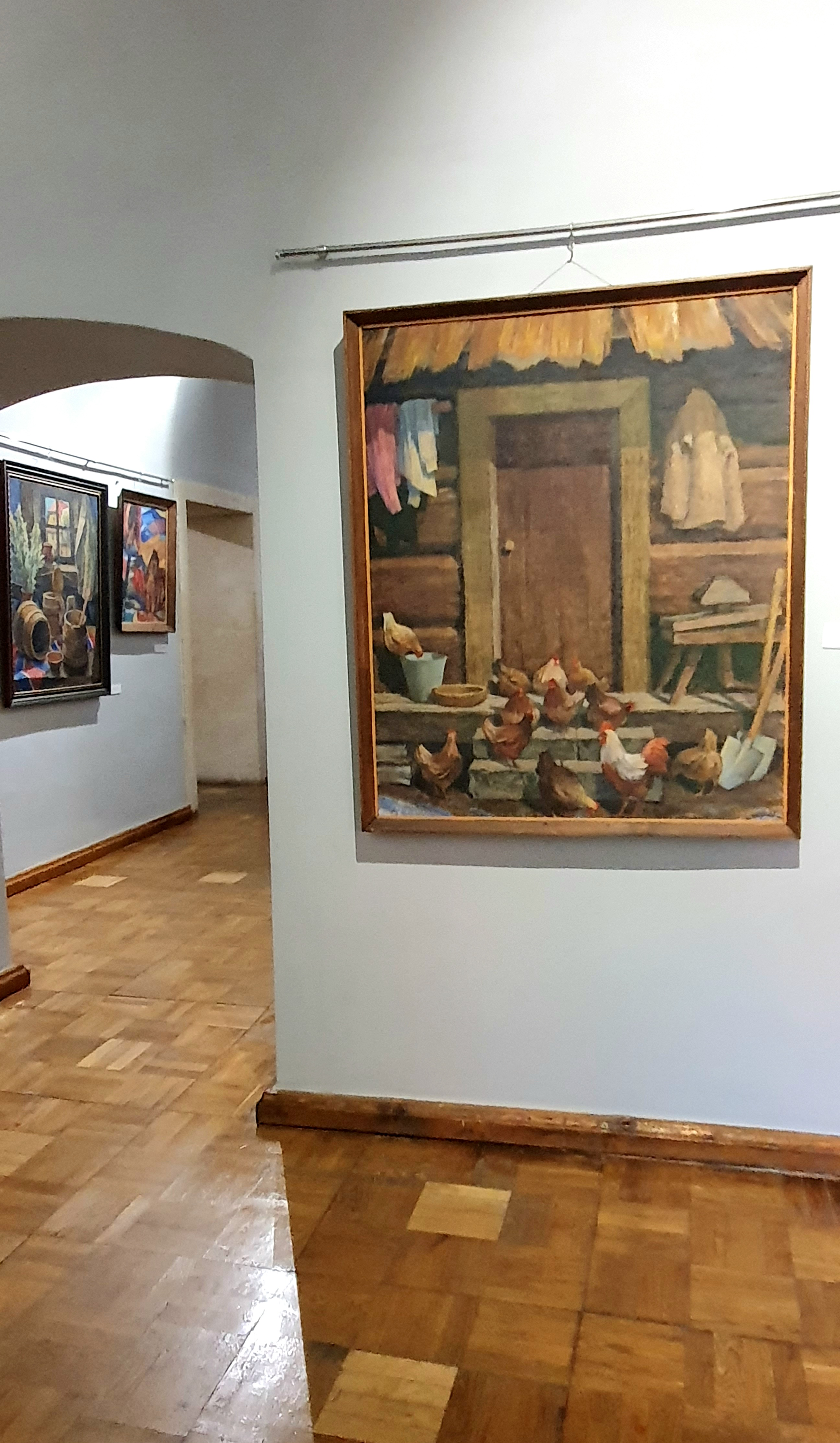
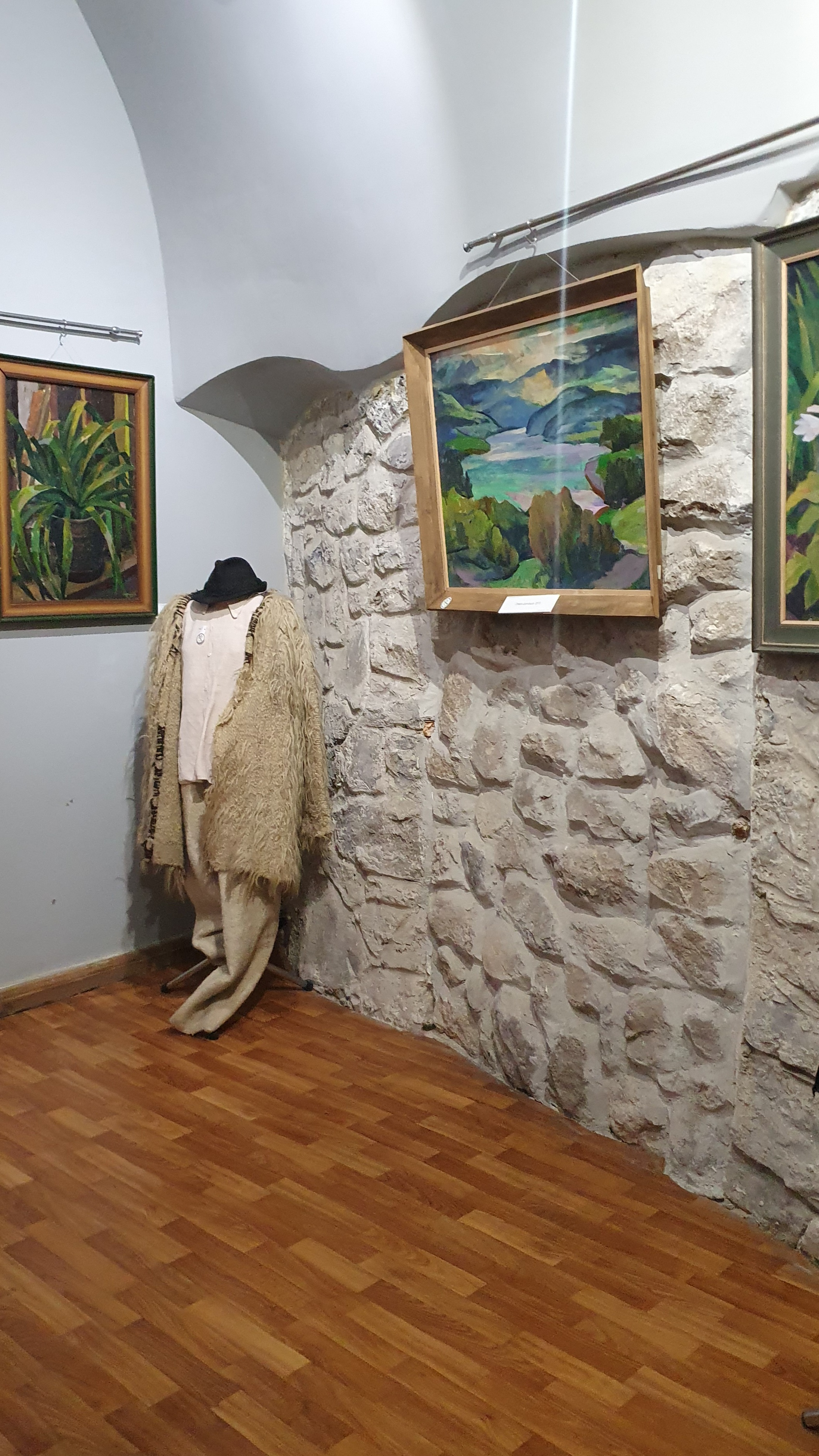